# David Oelhoffen

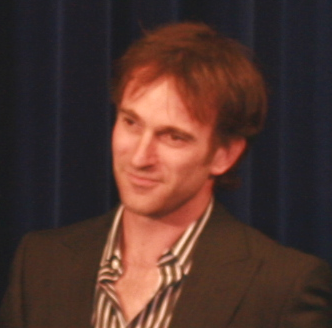
David Oelhoffen (2007)

David Oelhoffen (* 1968) ist ein französischer Regisseur und Drehbuchautor.

## Leben und Karriere
Oelhoffen setzte 1996 seinen ersten Kurzfilm Le Mur um, für den er auch das Drehbuch geschrieben hatte. Nach weiteren Kurzfilmen gab er 2001 mit En mon absence sein Langfilmdebüt.
Der auf der Kurzgeschichte Der Gast von Albert Camus basierende Film Den Menschen so fern mit Viggo Mortensen und Reda Kateb in den Hauptrollen feierte beim Wettbewerb der Internationalen Filmfestspiele von Venedig 2014 seine Premiere. Er wurde dort mit dem SIGNIS Award, dem Arca CinemaGiovani Award und dem Interfilm Award for Promoting Interreligious Dialogue ausgezeichnet. Beim Filmfest München 2015 wurde der Film mit dem Fritz-Gerlich-Filmpreis ausgezeichnet.

## Filmografie (Auswahl)
Regie und Drehbuch
- 1996: Le Mur (Kurzfilm)
- 1997: Big Bang (Kurzfilm)
- 2001: En mon absence
- 2004: Echafaudages (Kurzfilm)
- 2004: Sous le bleu (Kurzfilm)
- 2007: Nos retrouvailles
- 2014: Den Menschen so fern (Loin des hommes)
- 2018: Frères ennemis
- 2023: The Last Men – Die letzte Fremdenlegion (Les Derniers Hommes)

## Auszeichnungen (Auswahl)
- 1997: Alpinale: Sonderauszeichnung in der Kategorie Bester Film für Le Mur
- 1997: Arcipelago – International Festival of Short Films and New Images: Sonderauszeichnung in der Kategorie Short Waves für Le Mur
- 2002: Clermont-Ferrand International Short Film Festival: Sonderauszeichnung in der Kategorie National Competition für En mon absence
- 2014: Internationale Filmfestspiele von Venedig
  - SIGNIS Award für Den Menschen so fern
  - Arca CinemaGiovani Award für Den Menschen so fern
  - Interfilm Award for Promoting Interreligious Dialogue für Den Menschen so fern
- 2015: Filmfest München: Fritz-Gerlich-Filmpreis für Den Menschen so fern